# Dracorex hogwartsia
Dracorex (il cui nome significa "re drago di Hogwarts") è un genere estinto di dinosauro pachycephalosauride vissuto nel Cretaceo superiore, circa 66 milioni di anni fa, in Nord America. L'unica specie ascritta a questo genere è D. hogwartsia, che significa letteralmente "re drago di Hogwarts". Gli unici fossili conosciuti di questo animale sono un cranio quasi completo (l'olotipo TCMI 2004.17.1) e quattro vertebre cervicali, scoperti all'interno della Formazione Hell Creek, nel Dakota del Sud, da tre paleontologi dilettanti di Sioux City, Iowa. Il cranio è stato successivamente donato al Museo dei bambini di Indianapolis per il suo studio, avvenuto nel 2004, e in seguito formalmente descritto da Robert T. Bakker e Robert Sullivan, nel 2006. Tuttavia, il paleontologo Jack Horner et al. credono che l'animale sia in realtà un esemplare giovane di Pachycephalosaurus, come Stygimoloch. Secondo molti paleontologi infatti, sia Dracorex sia Stygimoloch non sarebbero altro che, rispettivamente, la forma giovanile e adolescente di Pachycephalosaurus, che durante la crescita ha perso le corna e gli ornamenti del capo in favore dell'ingrandimento e dell'inspessimento della calotta cranica.

## Etimologia
Il nome Dracorex hogwartsia è stato suggerito dai giovani visitatori del Museo dei bambini di Indianapolis come omaggio ai draghi (Dracorex significa letteralmente "re drago"), che comparivano nella famosa saga di Harry Potter, della scrittrice J. K. Rowling (hogwartsia si riferisce infatti alla scuola di magia di Hogwarts). La stessa Rowling ha dichiarato:
(Jk Rowling)

## Descrizione

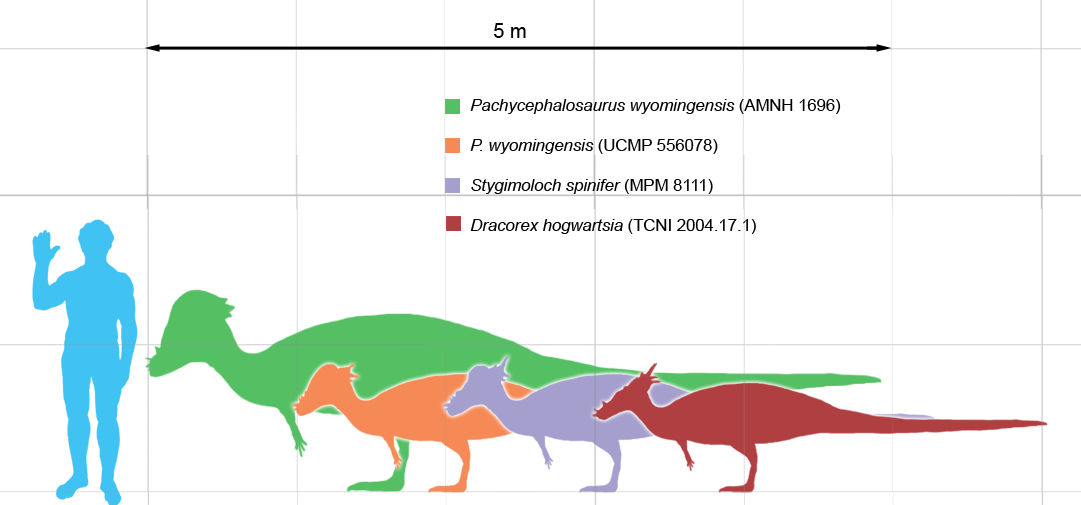
Dimensioni di D. hogwartsia adulto (in rosso), o le potenziali fasi di crescita di Pachycephalosaurus, in confronto ad un uomo

Il Dracorex era un dinosauro bipede erbivoro, con cranio allungato ornato di diverse punte e piccole corna. Caratteristiche notevoli del cranio sono: la fenestrae sovratemporale ben sviluppata e la volta cranica appiattita e priva della distintiva calotta cranica arrotondata e inspessita tipica dei pachycephalosauridi. Inoltre sul cranio erano presenti numerosi osteodermi sotto forma di creste osteodermali irregolari che andavano a completare il bizzarro mosaico di creste e corna del cranio dell'animale. A parte questo, il Dracorex era pressoché identico allo Stygimoloch.
Altri pachycephalosauridi possedevano un cranio piatto come i generi asiatici Homalocephale, Goyocephale e Wannanosaurus. In passato l'unico pachycephalosauride dalla testa piatta, era il nordamericano Stegoceras validum, tuttavia in seguito si scoprì che gli esemplari di Stegoceras dal cranio piatto erano in realtà degli esemplari giovani della medesima specie.

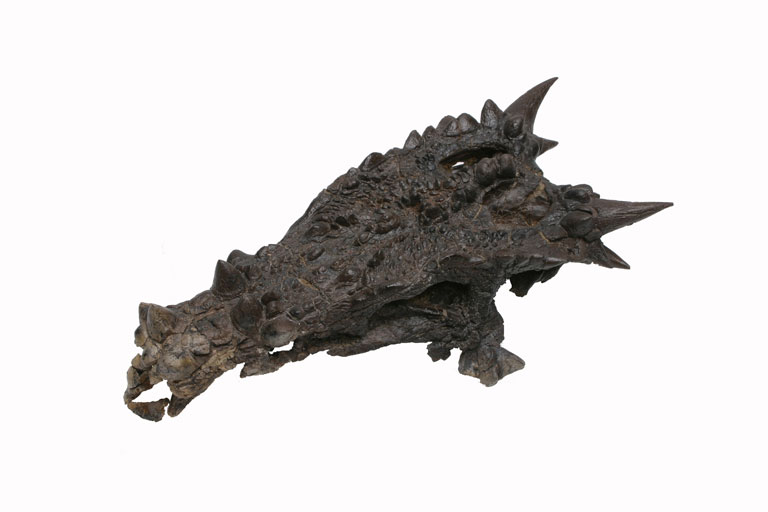
Il cranio olotipo TCMI 2004.17.1

Oltre all'inusuale cresta di corna presenti sul capo dell'animale, un'altra caratteristica inusuale di Dracorex sono le grandi aperture temporali superiori. La fenestrae sovratemporale sono molto più grandi di quelle presenti in Homalocephale e Goyocephale. Solo il frammentario cranio del Wannanosaurus mostra delle fenestrae ancora più grandi di quelle di Dracorex (in relazione alle dimensioni del cranio). Questa architettura fenestrale è stata osservata solo negli arcosauri più antichi, ma non in altri pachycephalosauridi.
Si pensa quindi che tale carattere così morfologicamente primitivi sia in realtà una reversione ad un carattere primitivo. Ciò sarebbe confermato dal fatto che Stegoceras rappresenterebbe uno stadio intermedio tra i pachycephalosauridi dalla testa piatta e quelli dalla volta cranica inspessita. La testa piatta del Dracorex sarebbe quindi solo un carattere recessivo.
L'olotipo raccolto apparteneva ad un esemplare giovane adulto. Tuttavia, sulla base del principio di ossificazione della metà dell'arco cervicale, l'animale era vicino alla maturità sessuale. L'animale al momento della sua morte era lungo circa 3 metri (10 piedi).
Nonostante l'aspetto minaccioso conferitogli dal cranio, il Dracorex era un dinosauro erbivoro, e ciò è testimoniato dalla sua dentatura; infatti, questo dinosauro possedeva dei denti piatti e privi di seghettatura, adatti alla masticazione delle foglie dei vegetali caratteristici del Cretaceo superiore, le conifere, per esempio pini e cipressi.

## Classificazione

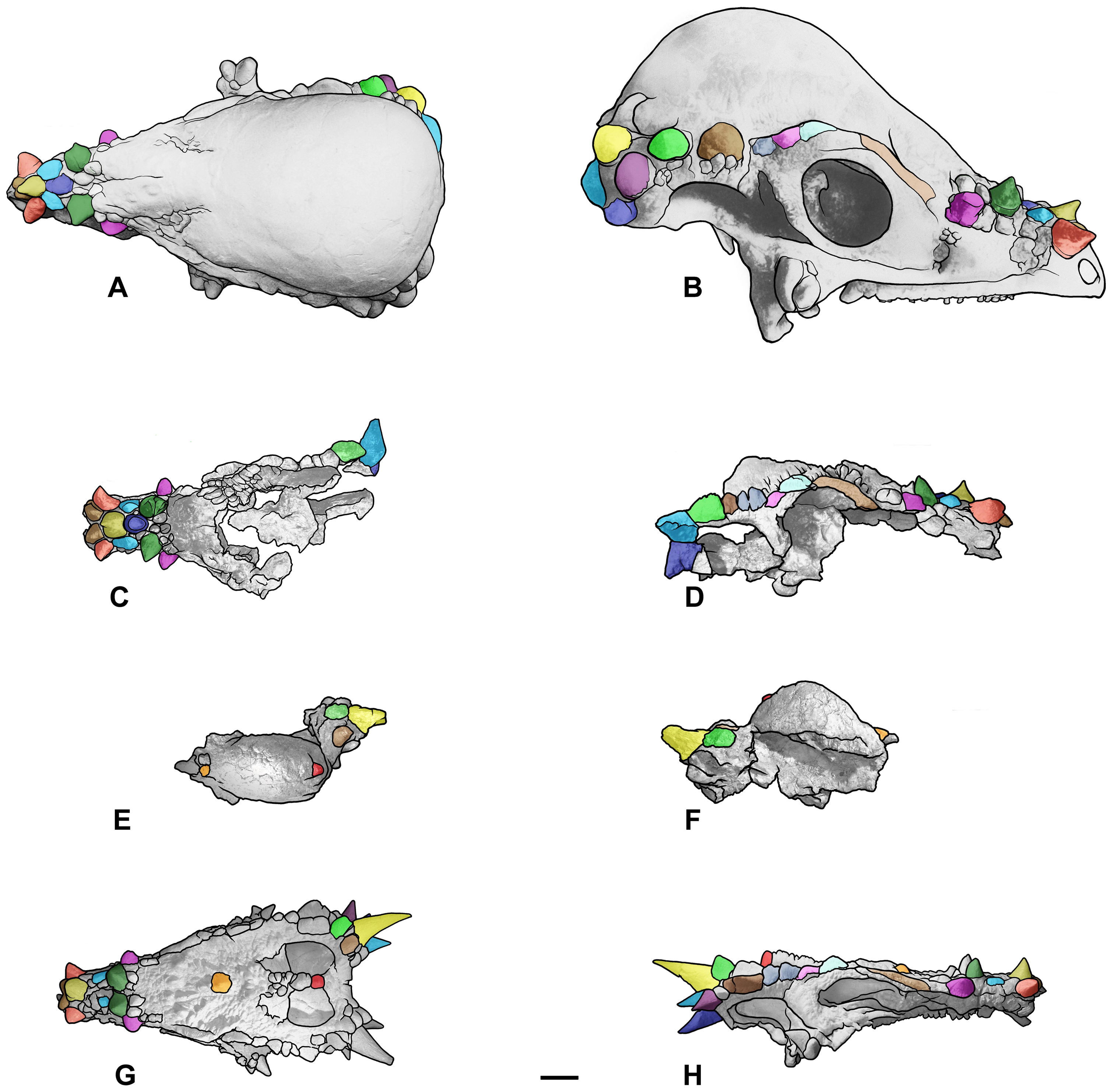
Possibile ontogenesi di Pachycephalosaurus, da notare la riduzione delle spine durante la crescita e il gonfiamento della cupola cranica, il cranio di Dracorex è l'ultimo in fondo

Il Dracorex potrebbe effettivamente essere un individuo strettamente correlato con Stygimoloch e/o Pachycephalosaurus, animali in cui la cupola cranica era più sviluppata che in Dracorex, in sfavore delle corna presenti nell'animale. Un'altra ipotesi, meno accreditata, vedrebbe il Dracorex e lo Stygimoloch come esemplari femmina di Pachycephalosaurus. Questa considerazione è stata proposta in occasione della riunione annuale del 2007 della Society of Vertebrate Paleontology. Il paleontologo Jack Horner, della Montana State University, ha presentato diverse prove a supporto di questa teoria, partendo dall'analisi del cranio olotipo di Dracorex. Secondo le analisi di Horner il Dracorex potrebbe essere effettivamente un esemplare giovane di Stygimoloch. Horner afferma inoltre di aver trovato le prove che indicherebbero che sia Dracorex sia Stygimoloch non sarebbero altro che le forme giovanili e adolescenti di Pachycephalosaurus. Le ricerche di Horner e MB Goodwin, pubblicate nel 2009, hanno dimostrato che i piccoli noduli ossei, le spine e la cupola cranica del cranio di Dracorex e Stygimoloch erano costituiti da materiale osseo molto elastico quindi facilmente modificabile durante la crescita. Un'ulteriore prova starebbe nel fatto che sia Dracorex sia Stygimoloch sono noti solo attraverso esemplari giovani e immaturi, mentre Pachycephalosaurus è conosciuto solo per esemplari adulti. 
Queste osservazioni, oltre al fatto che tutte e tre le specie sono vissute negli stessi luoghi e nella stessa epoca, hanno indotto molti scienziati a concludere che sia Dracorex sia Stygimoloch sono semplicemente, rispettivamente, le forme giovanili e adolescenti di Pachycephalosaurus, che durante la crescita hanno perso le corna e i noduli ossei. Uno studio del 2010 da parte di Nick Longrich ha avanzato l'ipotesi che tutti i pachycephalosaridi dal cranio piatto come il Goyocephale e l'Homalocephale siano in realtà delle formi giovanili di altri pachycephalosauri dotati di una cupola ossea sviluppata come Prenocephale e Tylocephale. Nel 2016, l'ulteriore scoperta di crani frammentari di giovani Pachycephalosaurus, provenienti dalla Formazione Hell Creek, sono stati presentati come ulteriore prova per tale ipotesi. Come affermato da David Evans e Mark Goodwin, tali fossili sono pressoché identici a quelli di tutti e tre gli animali. Questo ed altri studi su diversi teschi più maturi, hanno evidenziato che le spine e le manopole ossee presenti nel cranio si sviluppavano precocemente nei giovani per poi diminuire di volume durante lo sviluppo in favore dell'allargamento e all'inspessimento della cupola cranica che compariva in età adulta.

## Nella cultura di massa
Il Dracorex, se pur non sia un dinosauro assai famoso, è abbastanza noto a molti appassionati, è inoltre uno dei membri più famosi della famiglia dei pachycephalosauridi.
Nel franchise di Jurassic Park, il Dracorex è preferente sotto forma di diorama nella biblioteca della magione Lockwood nel film Jurassic World - Il regno distrutto (2018), tuttavia non è mai fisicamente apparso, tranne in alcuni videogiochi tra cui Jurassic World The Game (2015), Jurassic World Evolution (2018), Jurassic World Evolution 2 (2021) e Jurassic World Alive (2018).
Al Parco Natura Viva di Bussolengo (VR) è presente una ricostruzione del Dracorex.
Viene citato nel testo di una canzone, insieme ad altri nomi di dinosauri apparentemente improbabili (Zuniceratops, Elvisaurus, Bambiraptor, Erectopus, Gojirasaurus, Vulcanodon, Sauroniops, Phuwiangosaurus) eppure reali, nella sesta puntata della sesta serie di Rick and Morty (minutaggio 05:00).